# Октябри
 Октябри  — деревня в Афанасьевском районе Кировской области в составе Пашинского сельского поселения.

## География
Расположена на расстоянии примерно 15 км на юг-юго-запад по прямой от райцентра поселка Афанасьево.

## История
Известна с 1891 года как починок Ферчиков (Бузмаков Христофор), в 1905 дворов 4 и жителей 23, в 1926 (починок Христофоровский или Фертчикова, Бузмакова) 5 и 22 (из них 5 «пермяки»), в 1950 (Октябрьская) 30 и 87, в 1989 19 жителей. Настоящее название утвердилось с 1978 года.  

## Население
Постоянное население составляло 14 человека (русские 100%) в 2002 году, 15 в 2010.